# Agrostis chionogeiton
Agrostis chionogeiton é uma espécie de gramínea do gênero Agrostis, pertencente à família Poaceae.